# Питфей
Питфей (др.-греч. Πιτθεύς) — персонаж древнегреческой мифологии. Сын Пелопа, царь (а по одной из версий и основатель) города Трезен в Арголиде, отличавшийся мудростью и красноречием. Отец Эфры, дед Тесея.

## В мифологии
Питфей был одним из многочисленных сыновей Пелопа и Гипподамии, дочери царя Элиды Эномая. Альтернативная версия мифа называет его матерью Дию. Он приехал в Арголиду либо из-за моря, либо из Писатиды в Элиде вместе с братом Трезеном. Страбон пишет, что Трезен основал город, которому дал своё имя, и стал его первым царём, а Питфей унаследовал от него власть. Согласно Павсанию, братья стали соправителями Аэтия, царя городов Гиперия и Антия; после смерти Трезена Питфей объединил эти поселения и назвал новый город, посвящённый одновременно Афине и Посейдону, в честь брата. Он построил храм Аполлона Феария (Ясновидящего) и жертвенник Фемид (Законов), прославился своей мудростью и красноречием. По словам Плутарха, Питфей «пользовался славою ученейшего и мудрейшего мужа своего времени». Павсаний сообщает, что царь Трезена давал уроки красноречия и даже написал книгу об этом искусстве.
У Питфея была дочь Эфра. Её руку попросил коринфский герой Беллерофонт, прилетевший в Трезен на крылатом коне Пегасе, но свадьба не состоялась, так как жениху пришлось бежать из родного города. Позже в Трезен заехал по пути домой царь Афин Эгей, который перед этим получил от пифии совет «не развязывать нижний конец бурдюка», пока он не вернётся в Аттику. Питфей понял тайный смысл этого предсказания, сулившего Эгею могучее потомство, и напоил гостя, а потом уложил его в постель со своей дочерью. После этого Эфра родила сына, Тесея, который воспитывался у деда. Став царём Афин, Тесей прислал на воспитание к Питфею своего старшего сына Ипполита.

## Потомки
Через Эфру Питфей стал предком афинских царей Тесеидов. Плутарх пишет о ещё одной его дочери, Гениохе, жене Канета и матери либо Скирона, либо Синида.

## Память в историческую эпоху
Жители античного Трезена считали Питфея своим предком и покровителем города, из-за чего даже в первые века н. э. некоторые источники называли их «Питфеидами». Путникам показывали памятник над могилой царя с тремя тронами из белого мрамора. Павсаний уточняет: «Говорят, что с этих тронов производил суд Питфей и с ним еще двое судей». Книга о красноречии, авторство которой приписывалось Питфею, переиздавалась по крайней мере до II века н. э.; эллины считали, что Гесиод процитировал эту книгу в поэме «Труды и дни».
Питфей является персонажем романов английской писательницы Мэри Рено «Царь должен умереть» и «Бык из моря», в которых повествование ведётся от лица его внука Тесея.